# Sniper: Ghost Warrior Contracts 2
Sniper: Ghost Warrior Contracts 2 — тактический шутер от первого лица, разработанный и изданный польской компанией CI Games. Это пятая часть серии игр Sniper: Ghost Warrior и продолжение игры Sniper: Ghost Warrior Contracts. Игра вышла на платформах Windows, PlayStation 4, Xbox One и Xbox Series X/S 4 июня 2021 года, и на платформе PlayStation 5 24 августа 2021 года.

## Игровой процесс
Контракты выполняются в различных регионах. Некоторые контракты подразумевают уничтожение цели с большого расстояния, а другие требуют непосредственного передвижения на объекте среди противников.

## Сюжет
Действие игры разворачивается в вымышленном государстве Квамар на Ближнем Востоке. Из-за агрессивных действий руководства страны мир находится на пороге новой войны, результат которой — неизбежный рост цен на нефть. Внешние правительственные силы заключают контракты со снайпером-наёмником. В основе контрактов лежат задачи по выведению из строя стратегических объектов и ликвидации первых лиц государства Квамар, захвативших власть и удерживающих её насильственным путём.

## Отзывы
| Сводный рейтинг    | Сводный рейтинг                                |
| Агрегатор          | Оценка                                         |
| ------------------ | ---------------------------------------------- |
| Metacritic         | PC: 73/100 PS4: 68/100 PS5: 81/100 XSX: 74/100 |
| Иноязычные издания |                                                |
| Издание            | Оценка                                         |
| GameStar           | 75/100                                         |
| IGN                | 6/10                                           |
| Jeuxvideo.com      | 16/20                                          |
| PC Gamer (US)      | 80/100                                         |